# Sostèla
Sostèla (en francès Soustelle) és un municipi francès situat al departament del Gard i a la regió d'Occitània.